# The Walking Dead: Season Two
The Walking Dead: Season Two é um jogo episódico de: ação, aventura, survival horror e drama interativo, desenvolvido e publicado pela Telltale Games. Baseado nas bandas desenhadas de Robert Kirkman, The Walking Dead, o jogo é uma sequela de The Walking Dead, que consiste de cinco episódios e uma versão de revenda lançados entre dezembro de 2013 e agosto de 2014. Em 2019 foi lançado a edição Definitive series

## Desenvolvimento
Quando a Telltale Games adquiriu o direito de fazer videogames baseados nos quadrinhos de The Walking Dead, eles assinaram um contrato para uma licença "multi-anos,
multi-plataformas, multinteligência coletivai-". Esta licença entrou em vigor após o sucesso da primeira temporada de The Walking Dead , quando a Telltale encomendou uma segunda série de jogos baseados na franquia A primeira temporada foi considerada altamente bem-sucedida, ajudando a revitalizar o gênero de jogos de aventura que estava em declínio desde meados da década de 1990.A primeira temporada foi considerada altamente bem-sucedida, ajudando a revitalizar o gênero de jogos de aventura que estava em declínio desde meados da década de 1990. Com o Telltale sendo reconhecido como um dos principais estúdios de desenvolvimento em 2012.com o Telltale sendo reconhecido como um dos principais estúdios de desenvolvimento em 2012.
Durante uma entrevista no IGN's Up at Noon, o escritor Gary Whitta provocou mais The Walking Dead de Telltale mais cedo ou mais tarde. "Você não terá que esperar a segunda temporada para jogar mais Walking Dead ", afirmou. "Posso lhe contar o que você já sabe, que está chegando na segunda temporada. Não há muito o que dizer, porque realmente é muito cedo ... é uma maneira de sair", disse Whitta. "Mas, sabendo que está longe, e sabendo que as pessoas estão famintas por mais Walking Dead , pode muito bem haver mais Walking Dead de Telltale antes da segunda temporada. Podemos ter um pouco mais para você entre a primeira e a segunda temporada". Whitta continuou provocando que algo está em andamento no momento
Isso foi revelado na Electronic Entertainment Expo em junho de 2013 como um episódio adicional chamado The Walking Dead: 400 dias, disponível como conteúdo para download na primeira temporada. Ele apresenta cinco novos personagens que os jornalistas esperam levar para a segunda temporada . 400 Days usará dados sobre as decisões do jogador na primeira temporada, e as decisões tomadas em 400 Days serão transferidas para a Segunda Temporada

### Lançamento
Assim como na temporada anterior, a Telltale planeja lançar a segunda temporada para computadores Microsoft Windows e OS X, no PlayStation 3, Xbox 360, PlayStation Vita e dispositivos iOS. lançamentos para os consoles PlayStation 4 e Xbox One foram anunciados em maio de 2014, com lançamento posterior, juntamente com as versões de varejo do jogo para os consoles PlayStation 3 e Xbox 360. Uma versão para o Nintendo Switch foi lançada em 2020.
A temporada foi anunciada formalmente no final de outubro de 2013. O anúncio mostrava Clementine como o personagem jogável do jogo, ambientado algum tempo após os eventos da primeira série. O CEO da Telltale, Dan Conners, afirmou que isso colocará "os jogadores no lugar de um papel de liderança que desafia suas expectativas de como sobreviver em um mundo em que ninguém possa confiar". O primeiro episódio foi lançado no quarto trimestre de 2013, com os episódios subsequentes lançados com quatro a seis semanas de intervalo. O disco de um colecionador foi anunciado para ser adquirido no final da temporada, com aqueles que encomendarem o jogo (na Telltale Games Store) recebendo apenas pelo custo de remessa e manuseio.

### Trilha Sonora
Em 10 de setembro de 2019, um álbum oficial da trilha sonora para o jogo, foi lançada para download digital e em serviços de streaming, com uma edição especial de lps de vinil devido a liberar logo em seguida.